# 1190 w polityce

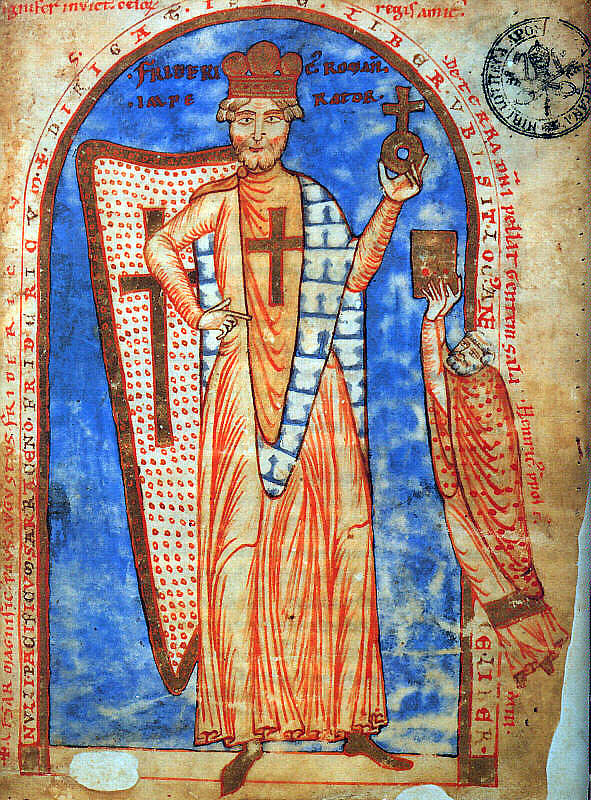
Fryderyk Barbarossa, cesarz Niemiec

Wydarzenia polityczne w 1190 roku.

## Wydarzenia
- Zwycięska wyprawa Kazimierza Sprawiedliwego na Halicz[1].
- Powstanie zakonu krzyżackiego[2][1][3][4].
- Bizancjum uznało niezależność Serbii[3].

## Zmarli
- Fryderyk Barbarossa, król niemiecki i cesarz rzymski[5].
- Sybilla, królowa Jerozolimy.